# 道水鄉
道水鄉是緬甸聯邦第一特區果敢县東山區下轄的一個鄉，位於果敢的西南部。西鄰薩爾溫江，東為和平鄉，南面為政府軍控制的滾弄。道水鄉轄域遼闊，多屬高海拔山地，高寒冷乾的氣候不利農業發展。